# Théâtre municipal de Perpignan
Le théâtre municipal de Perpignan  est un théâtre du XIXe siècle situé à Perpignan, dans les Pyrénées-Orientales.

## Historique
Depuis la fin du XVIIIe siècle, c'est la Loge de mer qui faisait office de théâtre à Perpignan. Ce lieu ne convenant plus pour diverses raisons de sécurité ou de capacité, le 22 avril 1810, un collectif de cinquante-sept bourgeois de la ville lancent une souscription afin de faire l'acquisition de l'emplacement de l'ancien collège des jésuites et d'y faire construite un nouveau théâtre. Le projet avec plan et devis est soumis au conseil municipal, qui l'adopte le 5 mai 1811. La construction démarre à la fin de l'année 1812 et le nouveau théâtre entre en service en novembre 1813, alors que les travaux ne sont pas tout à fait achevés. Le théâtre de la Loge de mer est quant à lui fermé cette même année.
En avril 2016, le théâtre prend officiellement le nom de Jordi Pere Cerdà. En 2017, un projet de transformer la grande salle en amphithéâtre afin de permettre l'accueil d'étudiants de l'Université de Perpignan est contesté,,.

## Architecture
Le théâtre municipal de Perpignan est un théâtre à l'italienne. Il comprend la grande salle du théâtre proprement dit, en forme de lyre et à l'acoustique réputée, d'une capacité de 549 places assises (fauteuils d'orchestre et deux balcons), et la salle Jean Cocteau, située au deuxième étage et d'une capacité de 180 personnes debout.

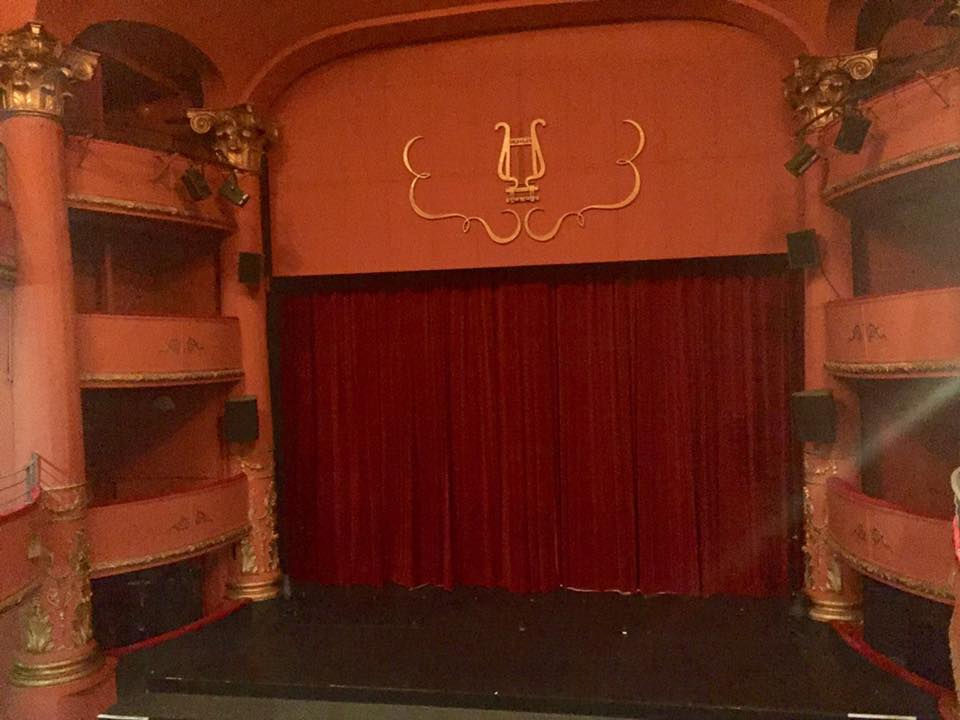
Grande salle du théâtre en forme de lyre

## Personnalités liées au théâtre
- Le compositeur Bonaventure Petit (1811-1901) a notamment composé pour le théâtre municipal de Perpignan, où ces œuvres sont créées, un grand opéra, Velléda (1853)[9] et trois opéras-comiques, Gérardo ou l’Orphelin de Pietra-Santa (1846)[10], Le bailli du village (1860)[11] et La clochette d’amour (1861)[12].